# Спортпрототип

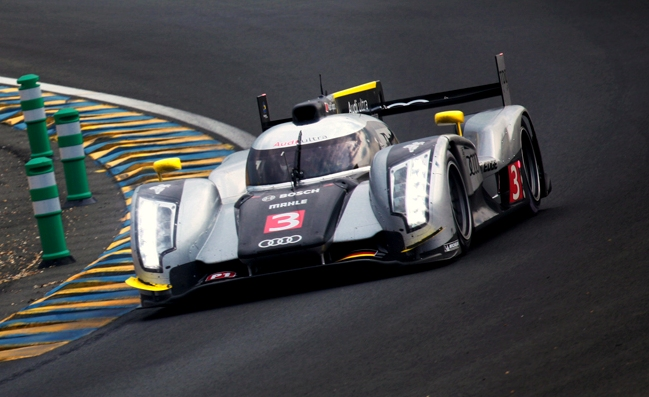
Audi R18 TDI на гонке 24 часа Ле-Мана.

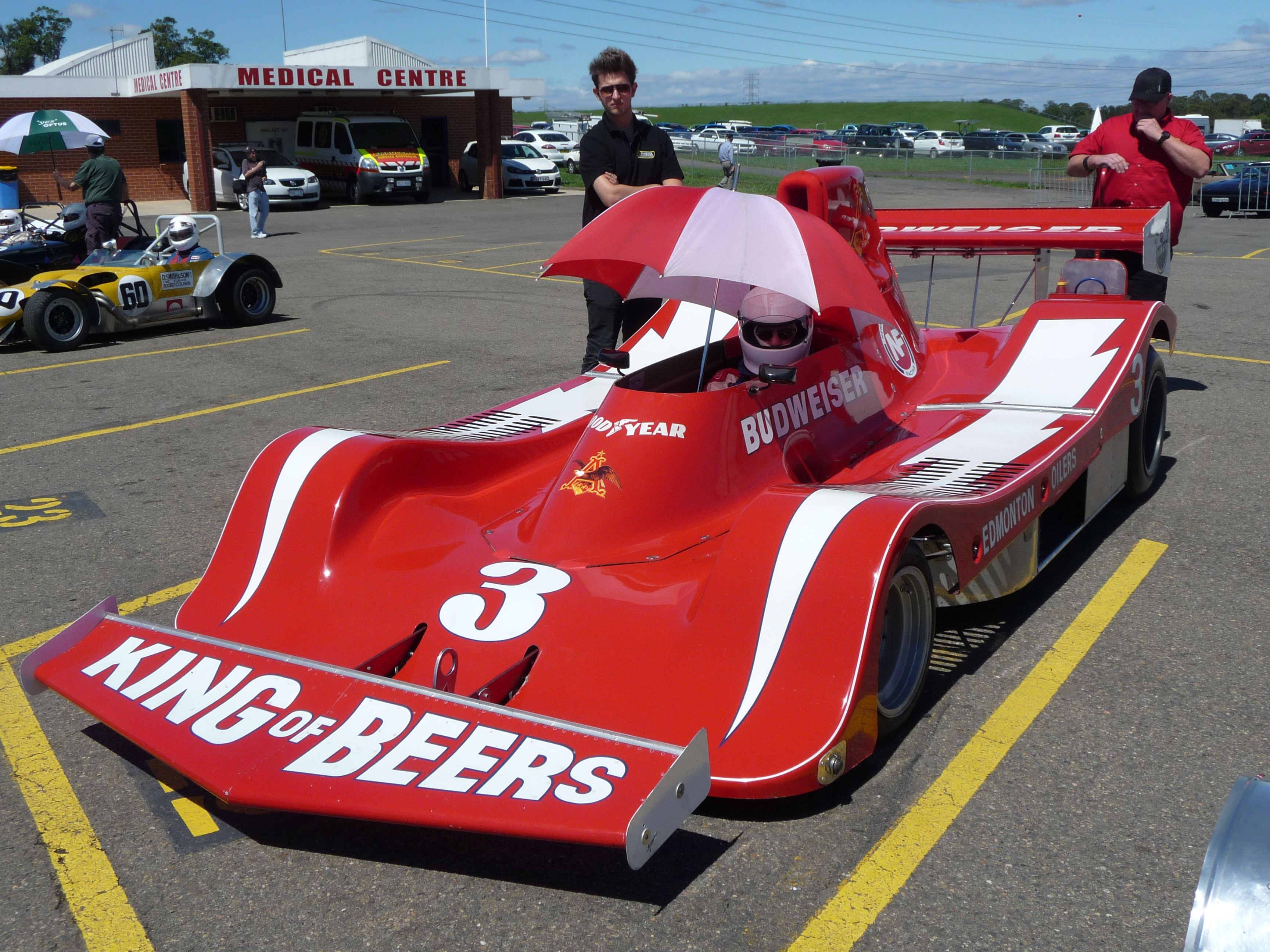
Lola Формулы-5000 Пола Ньюмана, перестроенная в спортпрототип Can-Am.

Спортпрототип (сокр. SP; нем. Sportprototyp, фр. Sport-Prototypes, итал. Sport Prototipo) — автомобиль, построенный специально для гонок, а не на основе дорожного автомобиля, то есть не имеющий омологационной партии, в отличие от кузовных гоночных автомобилей или автомобилей класса «Gran Turismo», что и отражено в их названии. В то же время, они обладают кузовом, закрывающим колеса, что отличает их от автомобилей с открытыми колёсами, построенных также специально для гонок и подчас в единственном или нескольких экземплярах (как автомобили Формулы-1). Более того, спортпрототип в принципе может быть построен на базе автомобиля с открытыми колёсами путём установки кузова, как например, машины Can-Am второй половины 70-х годов XX века.

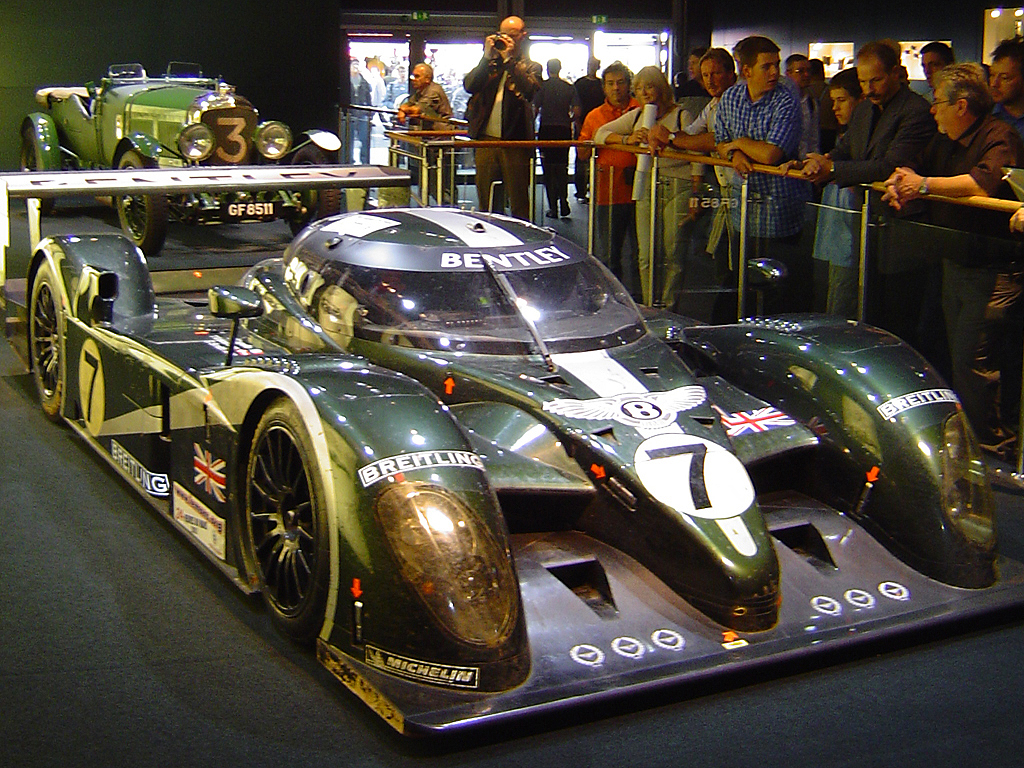
Bentley EXP Speed 8, вернувший компанию Bentley на кольцо Сарте.

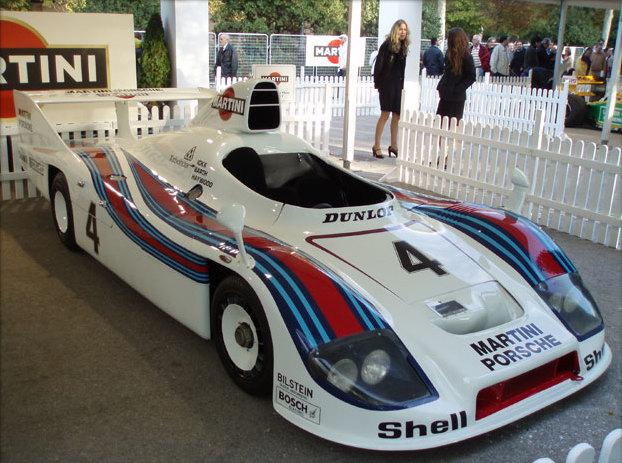
Porsche 936 1976 года группы 6.

Название «прототип» появилось из-за того, что производители старались выставлять на гонки серийных машин Гран Туризмо специализированные образцы, созданные специально для гонок. На вопрос, где же остальные машины омологационной партии и почему эта машина должна считаться серийной, они отвечали что это лишь прототип, а серийные машины последуют за ним по результатам испытаний в гонках. Поскольку специализированные машины имели явное преимущество перед серийными, такая практика получила распространение. В итоге санкционирующие органы ужесточили требования к омологационной партии, однако допустили «прототипы» отдельным классом.
Отсутствие омологационной серийной партии позволяет применять в конструкции самые передовые и подчас дорогостоящие технические решения. Машины могут иметь закрытый кузов, подобно автомобилям GT, закрывающий гонщика от атмосферных осадков, для доступа в него он оснащен дверьми, или открытый, с открытым кокпитом, подобно монопостам (такие машины называют баркеттами, по образцу дорожных машин). Подавляющее большинство спортпрототипов имеет среднемоторную компоновку, а также подвеску треугольного типа с толкающими штангами, по типу монопостов.
Сохраняя идеологическое преемство с машинами ГТ, спортпрототипы имеют двухместную кабину (хотя второго сиденья там не предусмотрено в принципе, а нахождение второго члена экипажа в кабине во время гонки запрещено правилами). Также спортпрототипы в большинстве своем имеют полный набор светотехники для движения ночью (что также необходимо для участия в суточных соревнованиях). Подобные особенности позволяют сравнительно безболезненно адаптировать некоторые спортпрототипы для движения по дорогам общего пользования, и при наличии серийной партии омологировать их как серийные машины ГТ, как например Porsche 962 группы С, заявленный на 24 часа Ле-Мана 1994 г. как серийный Dauer 962.

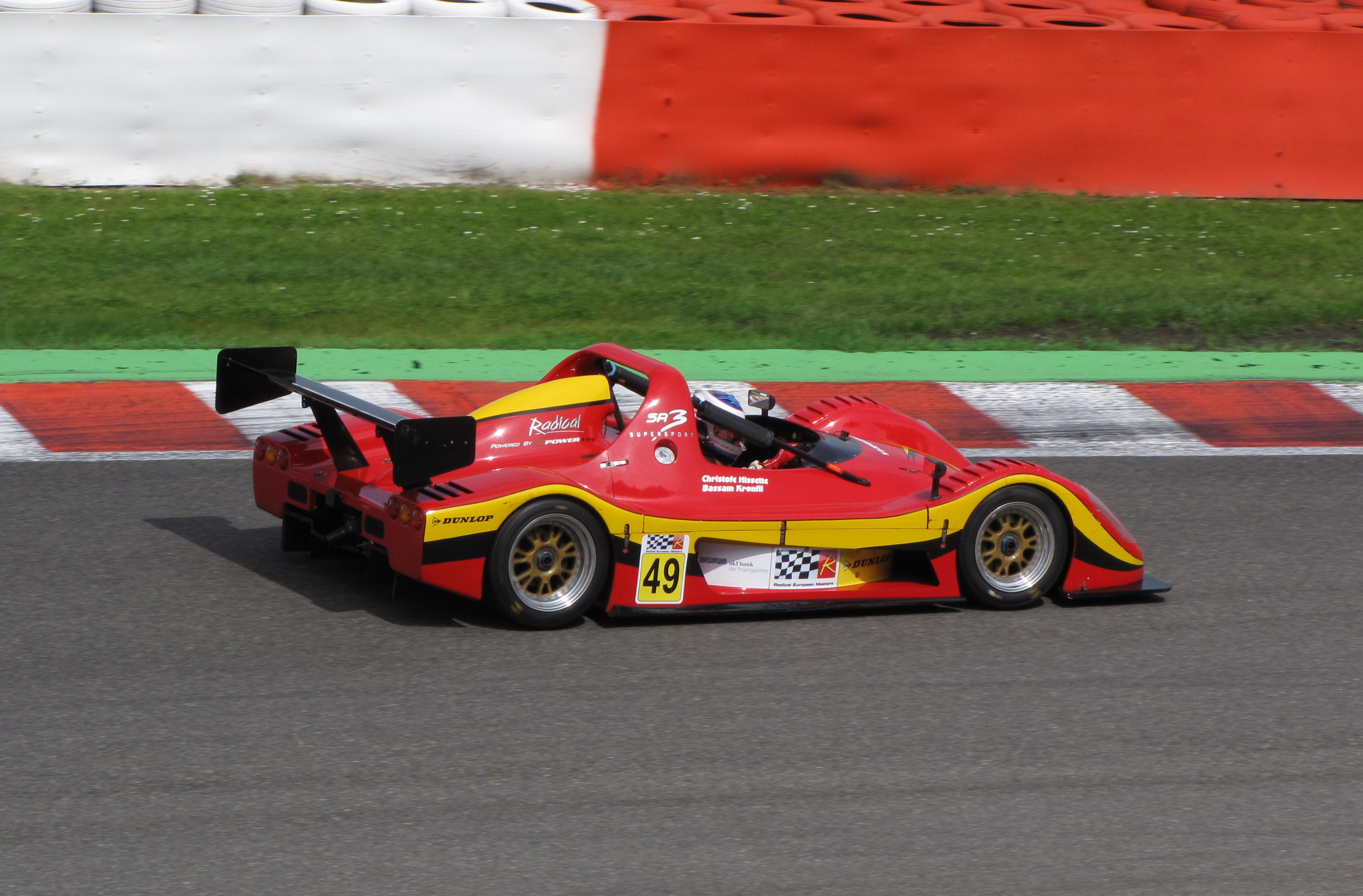
Radical SR3 RSX с 1,5-литровым двигателем от мотоцикла выпущен в количестве более 800 экземпляров.

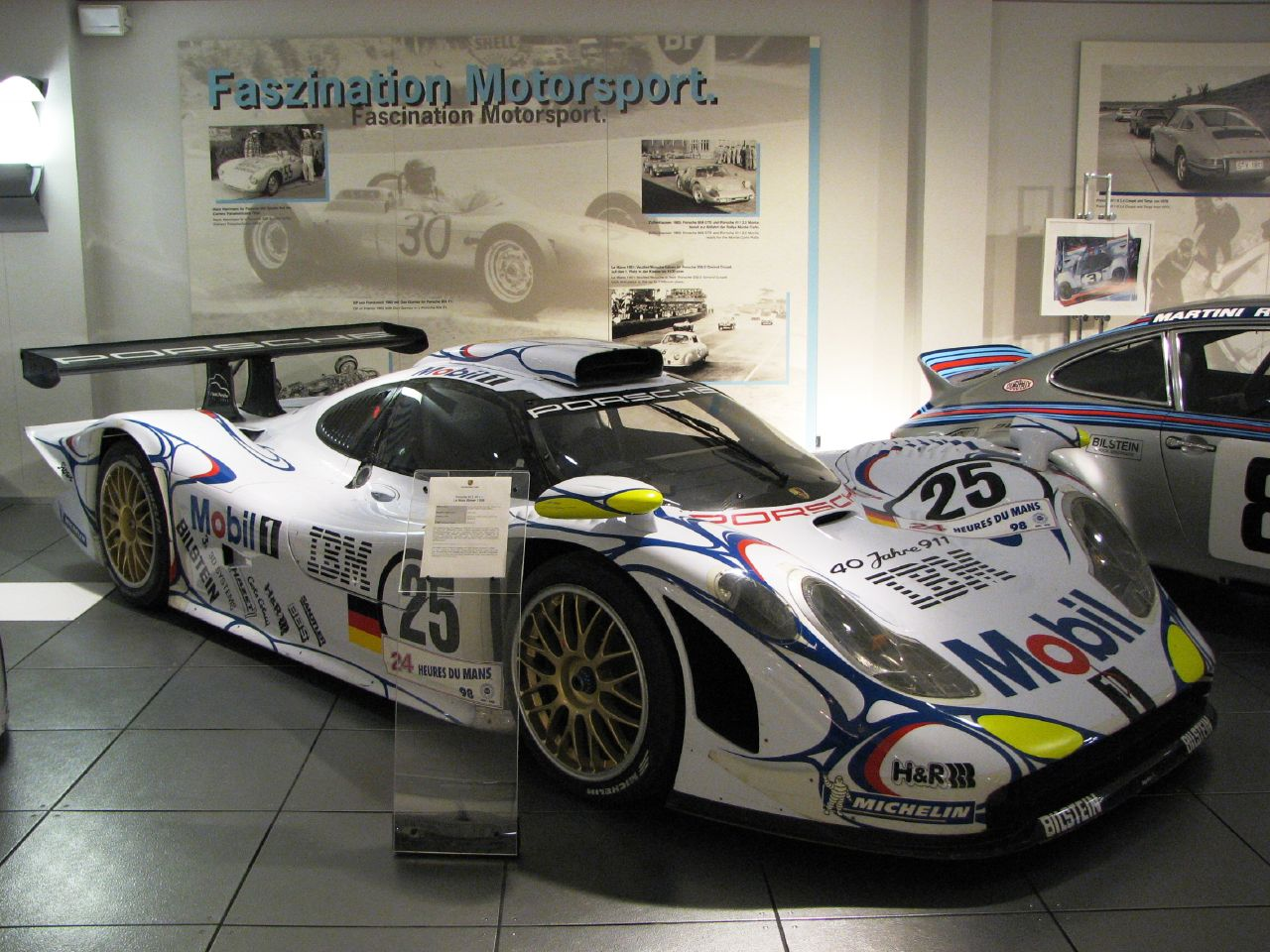
Porsche 911 GT1 (Race Version) 1998 года

В большинстве своем прототипы участвуют в гонках спортивных машин, имеющих деление на классы — автомобили GT и спортпрототипы. Наиболее известная из таких гонок — 24 часа Ле-Мана.
Также существуют небольшие спортпрототипы, которые строят в достаточно большом количестве фирмы-производители гоночных автомобилей, и которые участвуют в различных монокубках, выполняя роль серий поддержки, а также машин для гоночных школ. Наиболее известной в современный период является продукция английской фирмы Radical. В России такой моносерией спортпрототипов являлась Lada Revolution, проводившаяся в 2004—2008 годах а с 2015 года, команда КБ 527 (с 2021 - КБ 7) проектирует и производит автомобили CN1600, которые в 2024 году стали самым массовым моноклассом в истории России (более 30 автомобилей на стартовой решетке). В классе старших спортпрототипов CN3500 в России спроектированы и производятся BR03 - компании BR Enginiring и Project Seven - компании КБ 7.

## Примеры спортпрототипов
- Группа 6
- Группа C
- Прототипы Ле-Мана (LMP)
- Прототипы Дайтоны (DP)